# (11786) Bakhchivandji
(11786) Bakhchivandji (1977 QW) – planetoida z grupy pasa głównego asteroid okrążająca Słońce w ciągu 5,43 lat w średniej odległości 3,09 j.a. Odkryta 19 sierpnia 1977 roku.